# 2228 Soyuz-Apollo
2228 Soyuz-Apollo là một tiểu hành tinh vành đai chính với chu kỳ quỹ đạo là 2026,0941795 ngày (5,55 năm).
Tiểu hành tinh được phát hiện ngày 19 tháng 7 năm 1977, và được đặt theo tên chương trình không gian Apollo – Soyuz, được tiến hành năm 1975.